# Кармалка (Башкортостан)
Кармалка (баш. МФА: Ҡарамалыо файле) — деревня в Туймазинском районе Республики Башкортостан Российской Федерации. Входит в состав Верхнетроицкого сельсовета.

## История
Название происходит от назв. р. Ҡарамалы (карама ‘вяз’)

## География

### Географическое положение
Расстояние до:
- районного центра (Туймазы): 37 км,
- центра сельсовета (Верхнетроицкое): 7 км,
- ближайшей ж/д станции (Туймазы): 37 км.

## Население
| 2002 | 2009 | 2010 |
| ---- | ---- | ---- |
| 22   | ↘6   | ↗7   |

Национальный состав
Согласно переписи 2002 года, преобладающая национальность — башкиры (73 %).